# Dracunculus canariensis

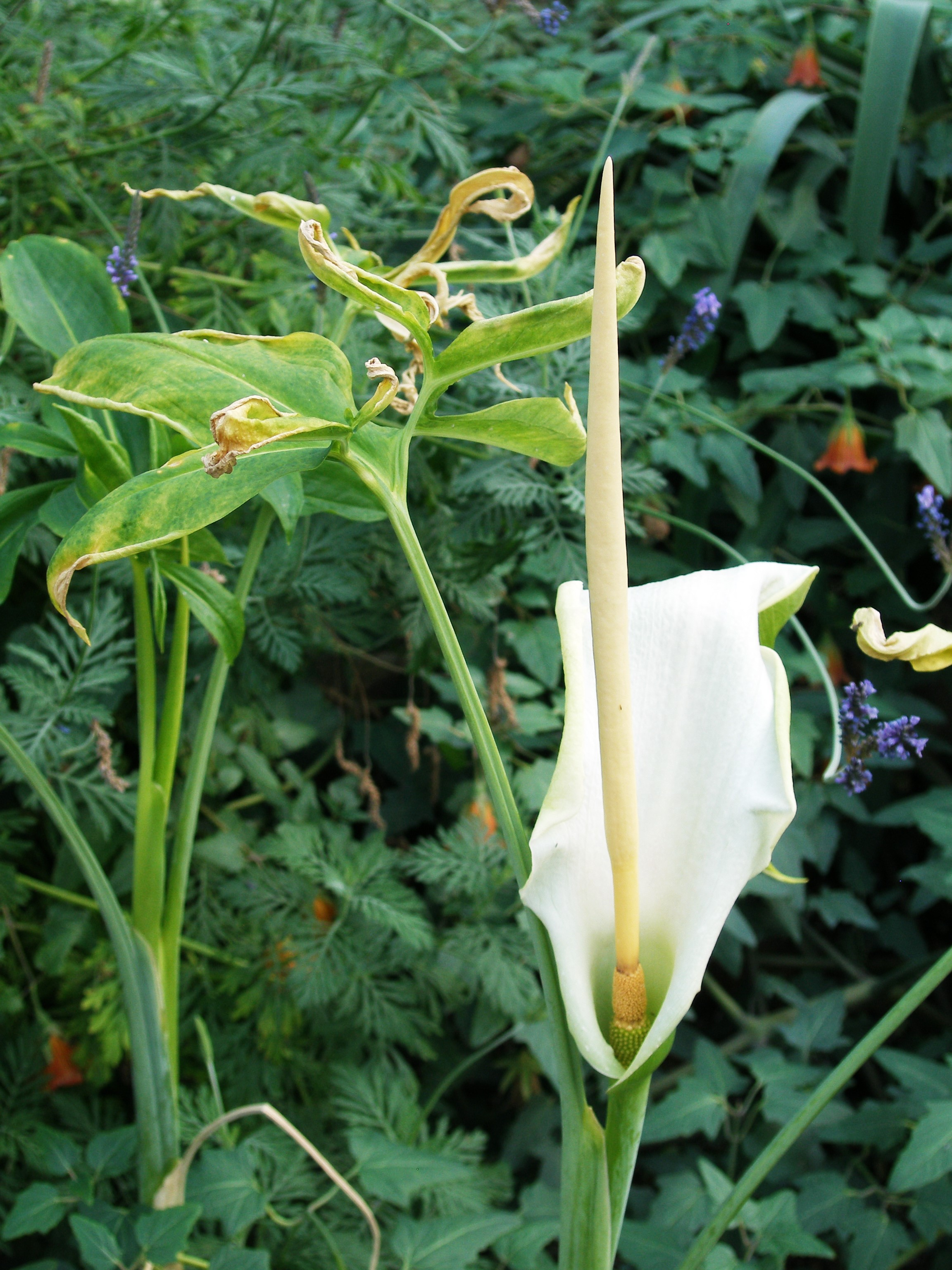
Vista de la planta

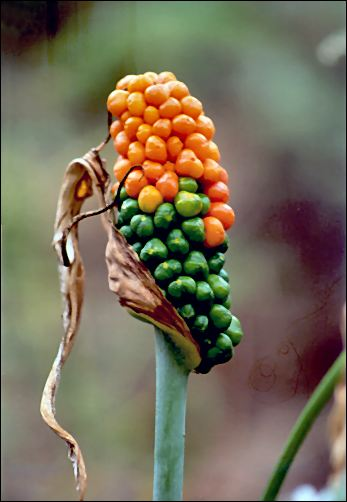
Detalle

Dracunculus canariensis es una especie de la familia de las aráceas endémica de las Islas Canarias (España).

## Descripción
Se trata de una planta de hasta 1,5 m, con hojas penta-a heptalobuladas con largos peciolos y con un peciolo de 20 a 40 cm.
Sus flores son diminutas, naciendo en un espádice de color amarillo pálido, rodeado por una espata blanco verdosa o de color crema. Los frutos son bayas rojo-anaranjadas.

## Distribución y hábitat
Se conoce como "taracontilla o taragontia" y la podemos encontrar en las islas de Gran Canaria, Tenerife, la Palma y el Hierro en  la zona inferior y media en casi todas estas islas occidentales, en los boques termófilos y en la laurisilva.

## Taxonomía
Dracunculus canariensis fue descrita por Carl Sigismund Kunth y publicado en Enumeratio Plantarum Omnium Hucusque Cognitarum 3: 30. 1841.
Etimología
Dracunculus: nombre genérico que es ub diminutivo latino de draco, es decir, que significa pequeño drago.
canariensis: epíteto geográfico del archipiélago canario, en su sentido más amplio.
Sinónimos
- Anarmodium canariense (Kunth) Schott, Bonplandia (Hannover) 9: 368 (1861).[2]

## Nombres comunes
- Castellano: culebrilla, culebrina, dracontio, dragoncillo, dragontea, dragontea mayor, hierba culebrera mayor, hierba de la culebra, piel de serpiente, rabo de lagartija, serpentina, taragontia, tragontia, zaragutia.[3]